# Denis Black
Denis Victor Black (Aylsham, 20 oktober 1897 - Benowa, 21 juli 1973) was een Brits atleet. Hij nam deel aan de Olympische Zomerspelen van 1920 in Antwerpen.

## Biografie
Denis Black behaalde in 1919 het Military Cross nadat hij tijdens de Eerste Wereldoorlog had gediend in Frankrijk. Hij werd tijdens de Olympische Zomerspelen van 1920 in Antwerpen opgenomen in de Britse selectie voor de 4x100 m estafette nadat Harry Edward een blessure had opgelopen in de finale van de 200 m. In 1973 stierf hij in Australië.

## Belangrijkste resultaten

### Olympische Zomerspelen
| Jaar | Plaats    | Discipline | Onderdeel             | Resultaat                                                                                  |
| ---- | --------- | ---------- | --------------------- | ------------------------------------------------------------------------------------------ |
| 1920 | Antwerpen | Atletiek   | 4x100 m estafette (m) | eerste ronde: 2e (reeks 2) finale: 4esamen met: Harold Abrahams Victor d'Arcy William Hill |

### Persoonlijke records
| Onderdeel | Tijd    | Jaar |
| --------- | ------- | ---- |
| 100 y     | 10,1 s. | 1921 |
| 220 y     | 23,0 s. | 1921 |